# Кочубинский, Станислав Александрович
Станислав Александрович Кочубинский (род. 23 февраля 1954, Киев) — советский футболист, защитник. Мастер спорта СССР (1974). Заслуженный тренер Украины. Почетный работник физической культуры и спорта Украины.
Воспитанник футбольной школы Киева, тренер Анатолий Молотай). В 1971—1977 годах был в составе киевского «Динамо», выступал в основном за дублирующий состав. В 1972, 1974—1976 годах провёл 28 матчей (плюс один аннулированный) в чемпионате СССР, забил один гол. Сыграл три матча в Кубке европейских чемпионов 1975/76. В 1978—1979 годах в составе алматинского «Кайрата» провёл в чемпионате 38 матчей, забил один гол. 1980 начал в команде второй лиги «Авангард» Ровно, затем перешёл в «Карпаты» Львов, за которые в высшей лиге сыграл 26 матчей, забил один гол. После вылета клуба играл в первой лиге за «Карпаты» и СКА «Карпаты» (1982—1984).
Играл за юношескую сборную СССР.
Участник Спартакиады народов СССР 1979 года в составе сборной Казахской ССР.
С 1 1986 года по 30 сентября 2012 года возглавлял Детско-юношескую спортивную школу № 15 Киева. С октября 2012 по август 2013 — председатель Комитета детско-юношеского футбола Федерации футбола Украины. С 2 сентября 2013 — директор департамента футбола ФК «Карпаты». С ноября 2013 по июнь 2014 — спортивный директор клуба.